# 마준 (조위)
마준(馬遵, ? ~ ?)은 중국 삼국 시대 위나라의 관료이다. 천수태수로 재직하던 중 제갈량의 제1차 북벌을 맞아 임지를 버리고 도망갔다.

## 생애
228년(건흥 6년), 위나라에서 천수태수의 자리에 있었다. 옹주자사 곽회가 서현(西縣)부터 기현(冀縣)의 낙문(洛門, 雒門)에 이르기까지 천수군을 순찰하였다. 마준이 중랑(中郞) 강유, 공조(功曹) 양서, 주부(主簿) 윤상, 주기(主記) 양건 등을 거느리고 곽회를 수행하였다. 공교롭게도 이때 촉나라의 승상 제갈량이 기산(祁山)으로 침입하였다. 여러 현들도 이에 호응하였다. 곽회는 급히 상규현(上邽縣)으로 달려갔다. 마준이 생각하기에 천수군의 치소인 기현은 서쪽에 치우쳐있고 그 주민들도 난을 반길까 두려워 곽회를 따라가려 하였다. 강유가 응당 기현으로 복귀해야 한다고 했지만 마준은 강유 등도 딴마음을 가졌을 거라 의심해 밤중에 몰래 상규로 빠져나갔다. 얼마 후 장합과 비요 등이 가정(街亭)에서 제갈량의 선봉인 마속을 격파하면서 제갈량을 퇴각시켰다. 관할 군을 버리고 달아난 마준과 남안태수는 중한 형벌을 받았다.

## 삼국지연의
사서가 아닌 소설 《삼국지연의》에서는 제갈량에 대항하는 천수태수로 등장한다. 제92회, 대도독 하후무가 촉군에 의해 남안성에 고립된다. 하후무의 심복 배서라 자칭하는 이가 마준에게 구원을 청한다. 마준이 출병하려는데 강유가 촉나라에서 거짓 전령을 보내 마준을 꾀어낸 후 천수성을 취할 심산이라고 간파한다. 제93회, 강유가 이를 역이용하는 계책을 올린다. 마준이 그에 따라 강유를 요지에 매복시켜두고 자신과 양건은 딱 30리만 성밖으로 나간다. 계략이 성공한 줄 알고 성을 습격한 조운을 강유와 협공해 패퇴시킨다. 이에 제갈량이 직접 군대를 이끌고 온다. 마준은 강유의 건의에 따라 마준, 강유, 양건, 윤상 네 갈래로 복병을 설치하고 양서는 성을 지키게 한 후 한밤중에 제갈량을 기습해 물리친다.
이번엔 제갈량이 기현과 상규로 군을 나누어 보낸다. 마준은 강유가 기성을, 양건이 상규를 방어하게 한다. 이전에 제갈량한테 붙잡혀있던 하후무가 석방되어 오는 길에 피난민으로 가장한 이들로부터 강유가 촉나라에 투항했단 얘기를 접한다. 그날 밤 자칭 강유가 천수성을 공격까지 하는데 모두 제갈량이 꾸민 짓이다. 마준과 하후무는 야간의 불빛 속에 제대로 식별하지 못하고 강유가 정말로 항복했다고 믿는다. 한편 진짜 강유는 기성을 함락당하고 천수로 도주해온다. 마준은 성 위에서 화살을 쏘게 하고 갈 곳이 없어진 강유는 제갈량에게 항복한다. 윤상·양서와 친했던 강유가 밀서 두 봉을 화살에 묶어 성안으로 날려보낸다. 이를 습득한 마준은 하후무에게 그 둘을 처단해야한다고 진언한다. 윤상과 양서가 이를 알고는 먼저 성문을 열어버린다. 마준과 하후무는 수백 명만 데리고 강족이 사는 지역으로 도피하면서 작품에서 사라진다.

## 참고 문헌
- 《삼국지》44권 촉서 제14 장완비의강유전 강유전
- 어환(魚豢), 《위략》 ; 배송지 주석, 《삼국지》44권 촉서 제14 강유에서 인용